# Adolphe de Puibusque
Adolphe-Louis de Puibusque, o Puybusque (París, 7 de marzo de 1801 - París, 31 de mayo de 1863), literato, escritor e hispanista francés.

## Biografía
Hijo de un comisario de Guerra de los días de Napoleón I, estudió Derecho, obtuvo el título de abogado, y ejerció, después del regreso de Luis XVIII, las funciones de subprefecto en uno de los departamentos del Mediodía. Se casó con Elizabeth Taylor, una homónima decimonónica de la famosa actriz. Su poema La muerte de Leonardo da Vinci le valió una medalla de oro concedida por la Academia de Cambray, y la oda que tituló El naufragio de Camoéns fue premiada por la Academia de los Juegos Florales. Fue autor de la Historia comparada de las literaturas española y francesa, con la que ganó en 1842 el premio ofrecido por la Academia Francesa. Tradujo al francés El conde Lucanor de Don Juan Manuel en 1854. Al morir se publicó un Catalogue des livres composant la Bibliothèque de feu M. Adolphe de Puibusque. Paris, Potier, 1864.

## Obras
- M. Jacques Viger S.l., s.n., s.d.
- La muerte de Leonardo da Vinci (París, 1824, en 8.º)
- El naufragio de Camoéns (íd., 1828, en 8.º)
- Código municipal anotado (íd., 1839, en 8.º)
- Historia comparada de las literaturas española y francesa (París: G. A. Dentu, 1843, 2 vols.)
- Dictionnaire Municipal (París: Dupont, 1847, 2 vols.)
- Le Comte Lucanor: apologues et fabliaux du XIV.e siècle traduits pour la première fois de l'Espagnol, et précédés d'une notice sur la vie et les oeuvres de Don Juan Manuel, ainsi que d'une dissertation Sur l'introduction de l'apologue d'Orient en Occident (París: Librairie d'Amyot Éditeur, 1854.)
- Notes d'un voyage d'hiver de Montréal à Québec; suivi de Le coureur de bois; Le Saint-Laurent; Stadacona. (Saint-Jacques: Éditions du Pot de fer, 1992)